# Stazione di Gemonio
La stazione di Gemonio è una fermata ferroviaria della linea Saronno-Laveno, ubicata nel comune di Gemonio.
È gestita da Ferrovienord, società del gruppo Ferrovie Nord Milano che si occupa della gestione delle infrastrutture ferroviarie, mentre il servizio viaggiatori è espletato da Trenord.

## Strutture e impianti
L'impianto di Gemonio era classificato come stazione fino al 1994. A quel momento era dotato, oltre al binario di corsa, di un binario di incrocio e di un binario di scalo afferente al magazzino merci, ed era protetto dal segnalamento luminoso di protezione.
Dal 1994, in seguito ai lavori di ammodernamento del tronco Varese-Laveno, che hanno portato all'attivazione del Comando Centralizzato del Traffico (CTC) mediante Dirigente Centrale Operativo con sede a Varese, la stazione è stata trasformata in fermata. Di conseguenza è stato rimosso il vecchio binario di scalo e il deviatoio del binario di incrocio posto lato Cocquio-Trevisago. Di fatto, l'attuale tronchino è ciò che resta del precedente binario di incrocio.
La fermata è stata presenziata da personale ferroviario con scopi di sola biglietteria fino all'agosto 2008. Da allora i biglietti possono essere acquistati attraverso l'emettitrice automatica posta in loco.
È previsto che dalla seconda metà del 2010 i locali del fabbricato viaggiatori non occupati da apparati tecnologici e l'adiacente edificio dell'ex-bar della Stazione saranno presi in carico dall'amministrazione comunale di Gemonio, che ne assumerà la gestione diretta.
Presso il Fabbricato Viaggiatori sono installati i dispositivi di blocco automatico e di telecomunicazioni.
Il passaggio a livello situato presso la fermata (lato Cittiglio) risulta protetto, per i treni "pari", dai segnali di partenza "pari" di Cittiglio. Per i treni "dispari", è comandato automaticamente dai treni e protetto dal segnale di blocco automatico "dispari" posto nelle immediate vicinanze della garetta 47B.

## Movimento
La fermata è servita dai treni regionali Trenord della direttrice Laveno Mombello-Milano Cadorna. Essi effettuano soste ad orario cadenzato simmetrico e a frequenza oraria. Negli orari di punta, la cadenza diventa semioraria.
Inoltre la fermata è servita dai treni RegioExpress RE1 Laveno - Varese - Saronno - Milano.

## Servizi
- Biglietteria self-service

## Interscambi
- Fermata autobus

## Cinema
La stazione compare nel film Di che segno sei? nell'episodio Terra del 1975.